# Spital am Pyhrn
Spital am Pyhrn osztrák község Felső-Ausztria Kirchdorf an der Krems-i járásában. 2019 januárjában 2234 lakosa volt. 

## Elhelyezkedése

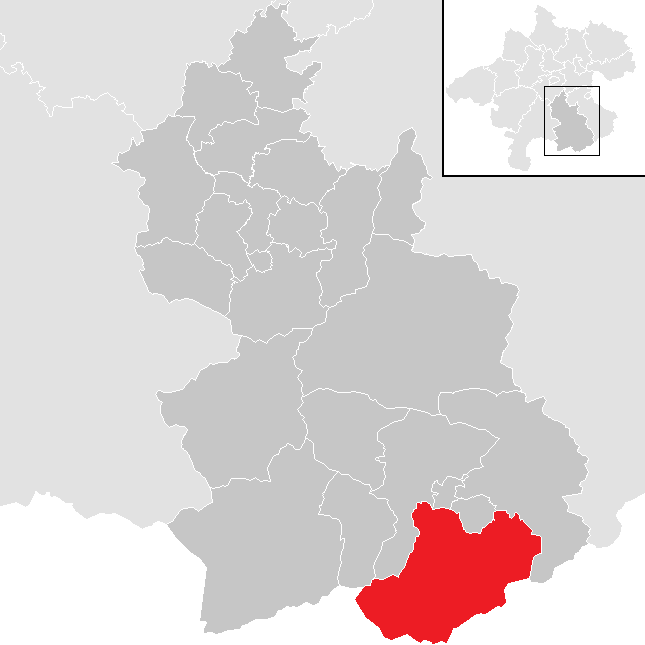
Spital am Pyhrn a Kirchdorf an der Krems-i járásban

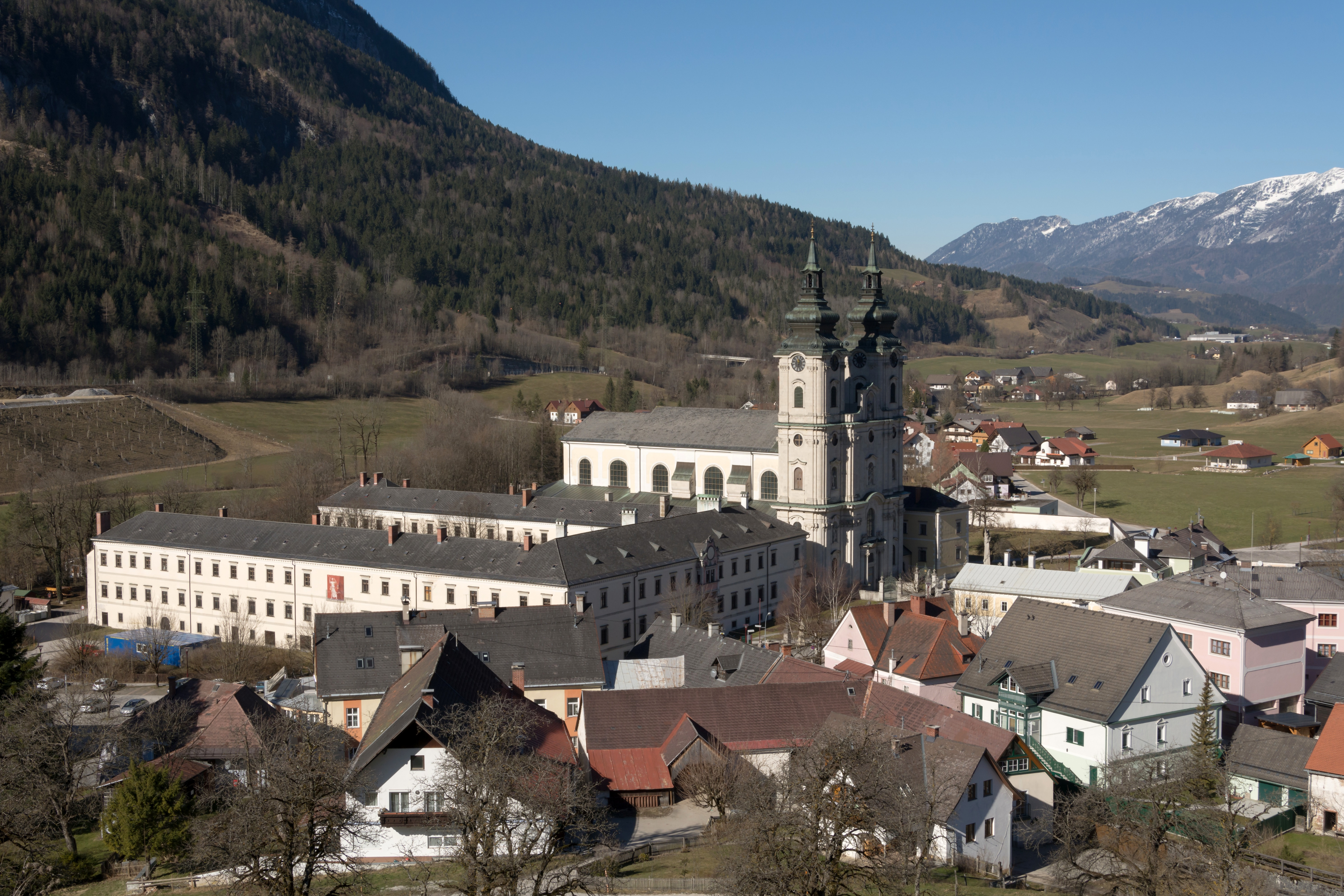
A község látképe a volt kolostorral

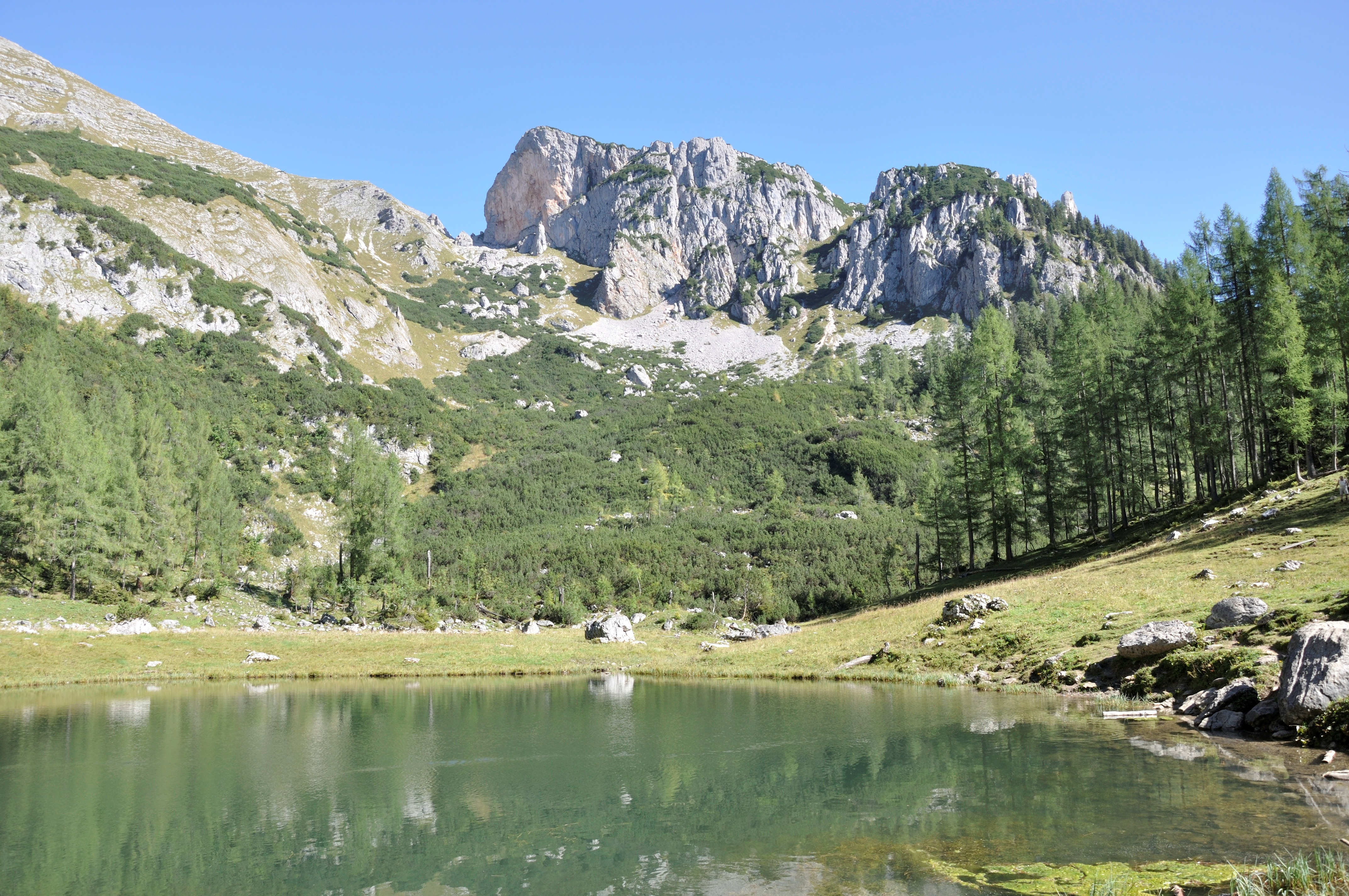
A Brunnsteinersee

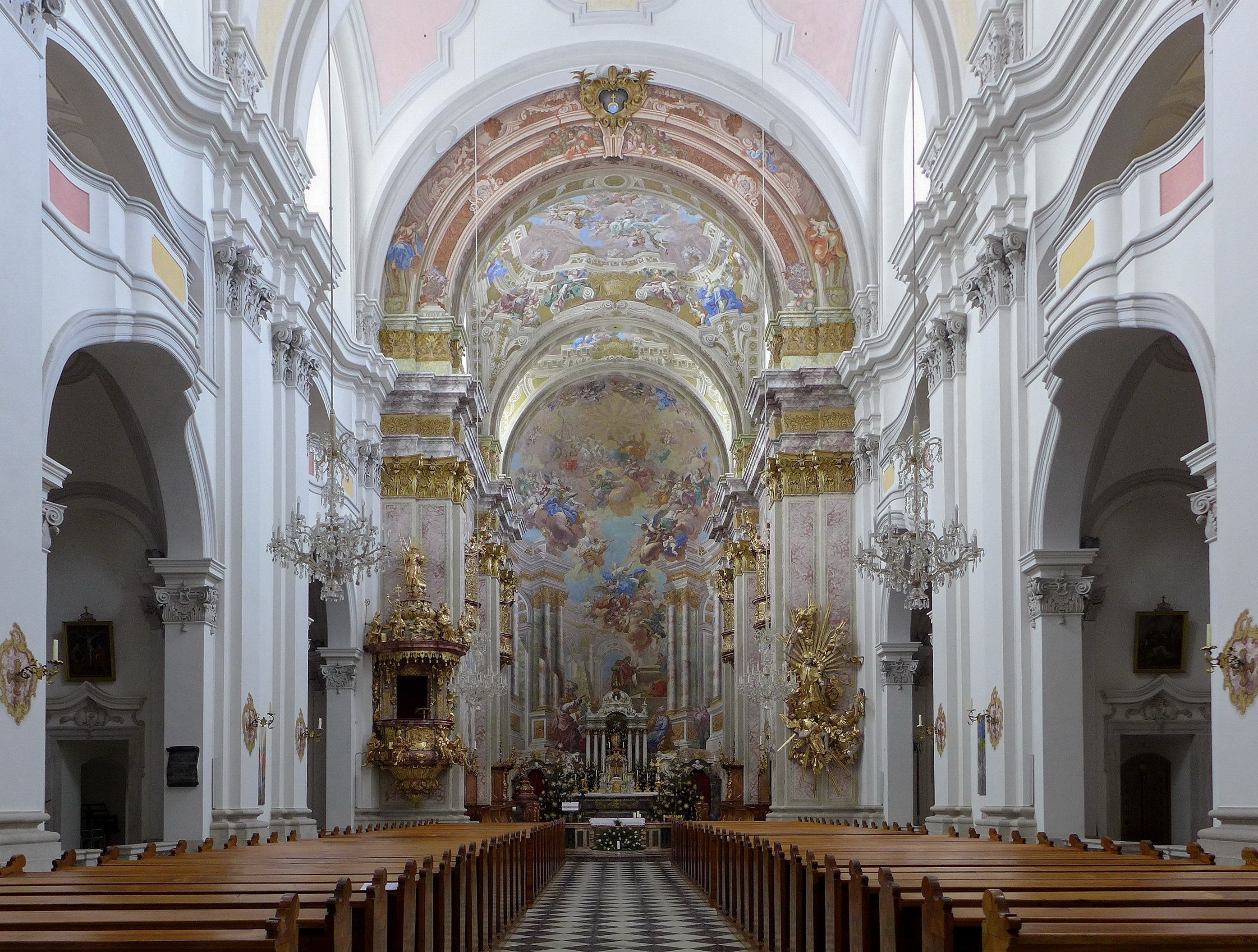
A volt apátsági templom belső tere

Spital am Pyhrn Felső-Ausztria Traunviertel régiójában fekszik a Teichl folyó mentén, a Totes-hegység és az Ennstali-Alpok közötti völgyben, a Pyhrn-hágótól északra. Területének 47,6%-a erdő és 19,3% áll mezőgazdasági művelés alatt. Az önkormányzat 5 településrészt és falut egyesít: Fahrenberg (26 lakos 2019-ben), Gleinkerau (288), Oberweng (238), Seebach (233) és Spital am Pyhrn (1449).
A környező önkormányzatok: északnyugatra Vorderstoder, északra Roßleithen, Windischgarsten és Edlbach, északkeletre Rosenau am Hengstpaß, délkeletre Ardning, délnyugatra Liezen (utóbbi kettő Stájerországban).

## Története
A Pyhrn-régiót II. Henrik császár adományozta a bambergi püspökségnek. Ekkor még Bajorország keleti határvidékéhez tartozott, de a 12. században átkerült az Osztrák Hercegséghez. II. Ottó püspök 1190-ben Spitalt egy ispotályt fenntartó világi közösségnek adta, melyet 1418-ban káptalani kolostorrá alakítottak át. V. Pál pápa 1605-ben a kolostort prépostsági rangra emelte. Az apátsági templomot 1714-1730 között Johann Michael Prunner tervei alapján barokk stílusban átépítették, freskóit Bartolomeo Altomonte, míg stukkóit Domenico Antonio Carlone készítette.  
A napóleoni háborúk során a települést több alkalommal megszállták. 1806-ban a fekete-erdei Sankt Blasien bencés kolostorát felszámolták, a szerzetesek pedig annak teljes vagyonával és az első Habsburgok koporsóival átköltöztek Spitalba. A szűkös hely és a hideg éghajlat miatt 1809-ben továbbköltöztek a karintiai St. Paul-ba. 1841-ben egy tűzvész számos házat és a kolostor épületeit is megrongálta.
A település az Ennsen túli Ausztria koronatartományhoz tartozott, amely 1918 után Felső-Ausztriává alakult át. 1938-ban a Német Birodalom annektálta Ausztriát és Spital am Pyhrn-t az Oberdonau gauba sorolták be. 1943-ban a külföldi civil munkások gyerekeinek rendeztek be itt otthont, de a 97 gyerekből 38-an meghaltak az éhezés és a rossz bánásmód miatt. 1945 elején a Magyar Nemzeti Bank teljes, 33 tonnát kitevő aranytartalékát a templom alatti kriptában rejtették el. A háború után a kolostor épületei a szövetségi erdőkezelő vállalat birtokába kerültek, 2009-ben pedig a községi önkormányzat vásárolta meg őket. 2015-től Gerlinde Kaltenbrunner hegymászó kiállítása látható a volt kolostorban.    

## Lakosság
A Spital am Pyhrn-i önkormányzat területén 2019 januárjában 2234 fő élt. A lakosságszám 1923 óta 2200-2400 között ingadozik. 2017-ben a helybeliek 92,5%-a volt osztrák állampolgár; a külföldiek közül 1,7% a régi (2004 előtti), 3% az új EU-tagállamokból érkezett. 1,3% a volt Jugoszlávia (Szlovénia és Horvátország nélkül) vagy Törökország, 1,5% egyéb országok polgára volt. 2001-ben a lakosok 87,6%-a római katolikusnak, 3,2% evangélikusnak, 1,2% ortodoxnak, 1,4% mohamedánnak, 5,5% pedig felekezeten kívülinek vallotta magát. Ugyanekkor 7 magyar élt a községben. A legnagyobb nemzetiségi csoportot a német (96,1%) mellett a horvátok alkották 2,2%-kal.

## Látnivalók

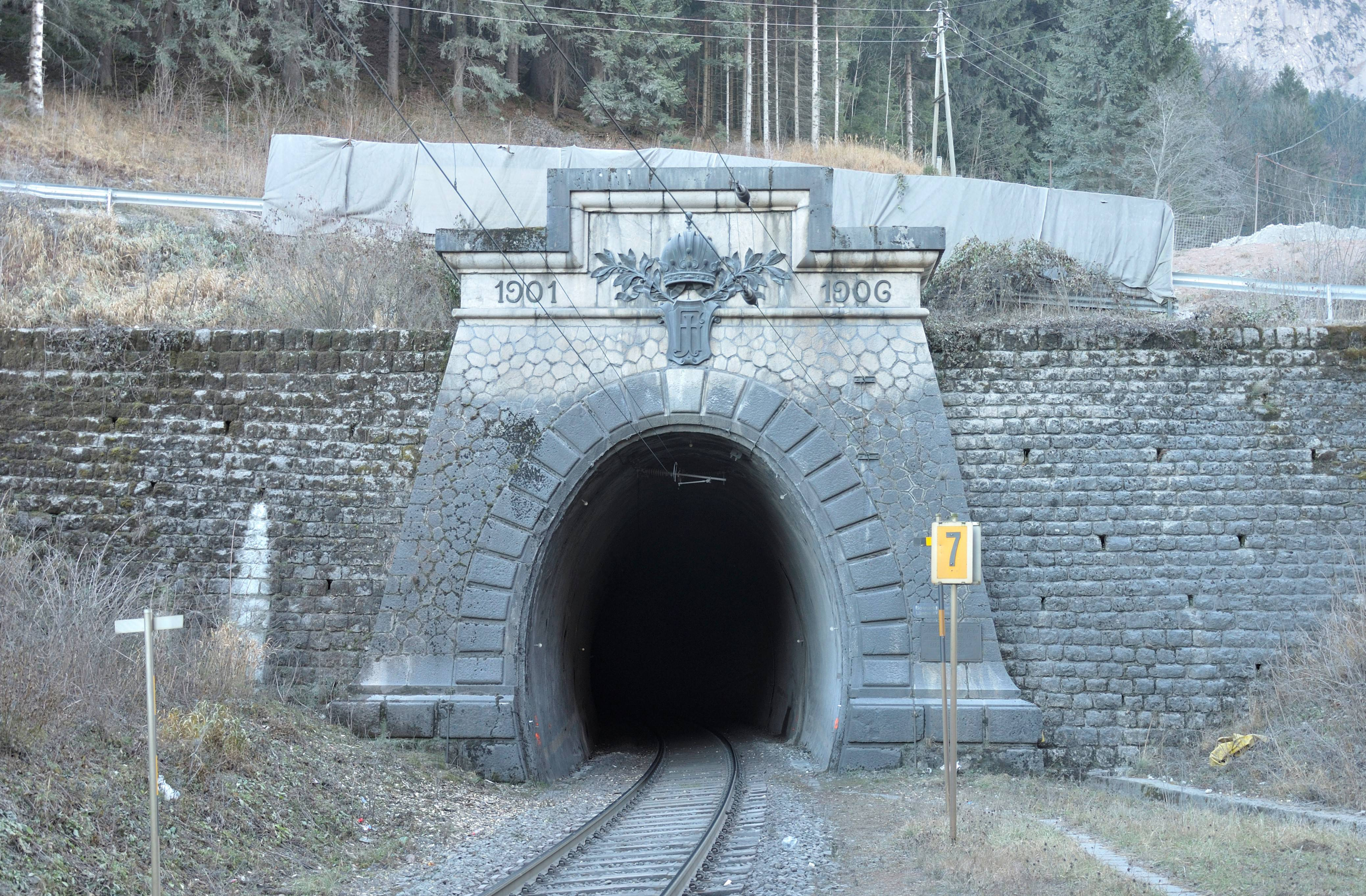
A Bosruck-alagút északi kijárata

- a volt apátsági templomot (ma plébániatemplom) 1199-ben szentelték fel. Mai barokk külsejét 1714-1730 között nyerte el. A kolostor épületei ma szállóként és múzeumként üzemelnek.
- "Ég és föld között - Gerlinde Kaltenbrunner és a nyolcezresek világa" kiállítás a Himalája legmagasabb csúcsiról.
- a Höll-szurdok sziklavésetei a 18-20 századból
- a Szt. Leonhard-templom
- a Bosruck vasúti alagút északi portálja 1906-ból

## Fordítás
- Ez a szócikk részben vagy egészben  a   Spital am Pyhrn című német Wikipédia-szócikk ezen változatának fordításán alapul.  Az eredeti cikk szerkesztőit annak laptörténete sorolja fel. Ez a jelzés csupán a megfogalmazás eredetét és a szerzői jogokat jelzi, nem szolgál a cikkben szereplő információk forrásmegjelöléseként.